# Camera Thrills
Camera Thrills ist ein US-amerikanischer Kurzfilm aus dem Jahr 1935. Er wurde von Charles E. Ford bei Universal Pictures geschrieben und produziert. Die Premiere fand am 1. September 1935 in den USA statt.

## Handlung
Camera Thrills ist ein Kompilationsfilm und zeigt (historische) Aufnahmen spektakulärer Ereignisse aus den 1920er- und 1930er-Jahren, darunter den Großbrand der Union Stock Yards in Chicago 1910 und die Ermordung von König Alexander von Jugoslawien 1934. Die Aufnahmen werden von Graham McNamee als Erzähler begleitet.

## Auszeichnungen
Der Film wurde 1936 gemeinsam mit Wings Over Everest von Gaumont British und Audioscopiks von Pete Smith für den Oscar in der Kategorie „Bester Kurzfilm – Novelty“ nominiert. Der Preis ging letztlich an Wings Over Everest.